# Laevinesta
Laevinesta là một chi ốc biển, là động vật thân mềm chân bụng sống ở biển trong họ Fissurellidae.

## Các loài
Các loài trong chi Laevinesta gồm có:
- Laevinesta atlantica (Pérez Farfante, 1947)[2]